# Erick Miranda
Erick Miranda (Ciudad de Escuintla, Guatemala, 17 de diciembre de 1971) es un exfutbolista de Guatemala que jugaba en la posición de defensa.

## Carrera

### Club
| Periodo   | Club                |
| --------- | ------------------- |
| 1994–1995 | Deportivo Amatitlán |
| 1996–2004 | CSD Comunicaciones  |
| 2004–2005 | Deportivo Heredia   |
| 2006      | CSD Comunicaciones  |
| 2007      | Deportivo Mixco     |
| 2007–2008 | Deportivo Sanarate  |

### Selección nacional
Miranda debutó con Guatemala en mayo de 1991 en la Copa UNCAF ante Honduras, jugó 69 partidos internacionales y anotó 2 goles. Jugó en 19 partidos de clasificación para la Copa Mundial de Fútbol, en 5 de la Copa UNCAF y 4 de la Copa de Oro de la Concacaf.
Su último partido internacional fue en mayo de 2001 ante Costa Rica por la Copa UNCAF.
| # | Fecha                 | Sede                                                                 | Rival       | Marcador | Resultado | Torneo                          |
| - | --------------------- | -------------------------------------------------------------------- | ----------- | -------- | --------- | ------------------------------- |
| 1 | 13 de abril de 1997   | Robert F. Kennedy Memorial Stadium, Washington D. C., Estados Unidos | El Salvador | 1-1      | 1-1       | Amistoso                        |
| 2 | 17 de febrero de 2000 | Los Angeles Memorial Coliseum, Los Ángeles, Estados Unidos           | México      | 1-1      | 1-1       | Copa de Oro de la Concacaf 2000 |

## Tras el retiro
En 2010 Miranda fue instructor de fútbol en el Ministerio de Deporte y Recreación.

## Logros
- Liga Nacional de Guatemala (7): 1996–97, 1997–98, 1998–99, Apertura 1999, Clausura 2001, Apertura 2002, Clausura 2003